# Испания на летних Олимпийских играх 1972
Испания принимала участие в летних Олимпийских играх 1972 года в Мюнхене (ФРГ) в двенадцатый раз за свою историю и завоевала одну бронзовую медаль. Сборная страны состояла из 123 человек (118 мужчин, 5 женщин).

## Медалисты
| Бронза |                 |                          |             |
| №      | Спортсмены      | Вид спорта (дисциплина)  | Дата        |
| 1      | Энрике Родригес | Бокс (до 48 кг, мужчины) | 10 сентября |

## Результаты соревнований

### Гандбол
Мужчины
Мужчины заняли 15 место. Состав команды:

Антонио Андреу (Атлетико Мадрид) 5/2
Фернандо де Андрес (Барселона) 3/9
Мигель Анхел Каскальяна (Марколь Валенсия) 5/3
Хавьер Гарсия (Атлетико Мадрид) 2/1
Хесус Герреро (Атлетико Мадрид) вр 5/0
Хуан Мигель Игартуа (Вальеэрмозо) 4/0
Сантос Лабака (Гранольерс) 4/5
Франсиско Лопес (Барселона) 3/1
Хуан Антонио Медина (Атлетико Мадрид) 4/8
Хуан Морера (Барселона) 5/21
Висенте Ортега (Марколь Валенсия) 3/1
Хосе Перрамон (Гранольерс) вр 5/0
Хосе Рокель (Лограс дель Пуэрто) 2/9
Хосе Мануэль Тауре (Барселона) 5/15
Хосе Вильямарин (Барселона) 5/7
Тренер: Доминго Барсенас